# Margarete Schön
Margarete Schön, nata Margarethe Schippang (Magdeburg, 7 aprile 1895 – Berlino Ovest, 26 dicembre 1985), è stata un'attrice tedesca.

## Filmografia parziale
- Der Tänzer, regia di Carl Froelich (1919)
- Mutter Erde, regia di Eugen Burg (1919)
- I Nibelunghi: Sigfrido (Die Nibelungen: Siegfried), regia di Fritz Lang (1924)
- I Nibelunghi: La vendetta di Crimilde (Die Nibelungen: Kriemhilds Rache), regia di Fritz Lang (1924)
- Hokuspokus, regia di Gustav Ucicky (1930)
- Alle soglie dell'impero (Das Flötenkonzert von Sans-souci), regia di Gustav Ucicky (1930)
- Spionaggio eroico (Im Geheimdienst), regia di Gustav Ucicky (1931)
- Valzer d'addio di Chopin (Abschiedswalzer), regia di Géza von Bolváry (1934)
- Canto d'amore (Mädchen in Weiß), regia di Victor Janson (1936)
- Il romanzo di una donna (Der Schritt vom Wege), regia di Gustaf Gründgens (1939)
- Quando comincia l'amore (Ihr erstes Erlebnis), regia di Josef von Báky (1939)
- Die Entlassung, regia di Wolfgang Liebeneiner (1942)
- Professore, voglio Eva (Die Feuerzangenbowle), regia di Helmut Weiss (1944)
- La cittadella degli eroi (Kolberg), regia di Veit Harlan (1945)
- Gestapo in agguato (Rittmeister Wronski), regia di Ulrich Erfurth (1954)